# Fällenrechen

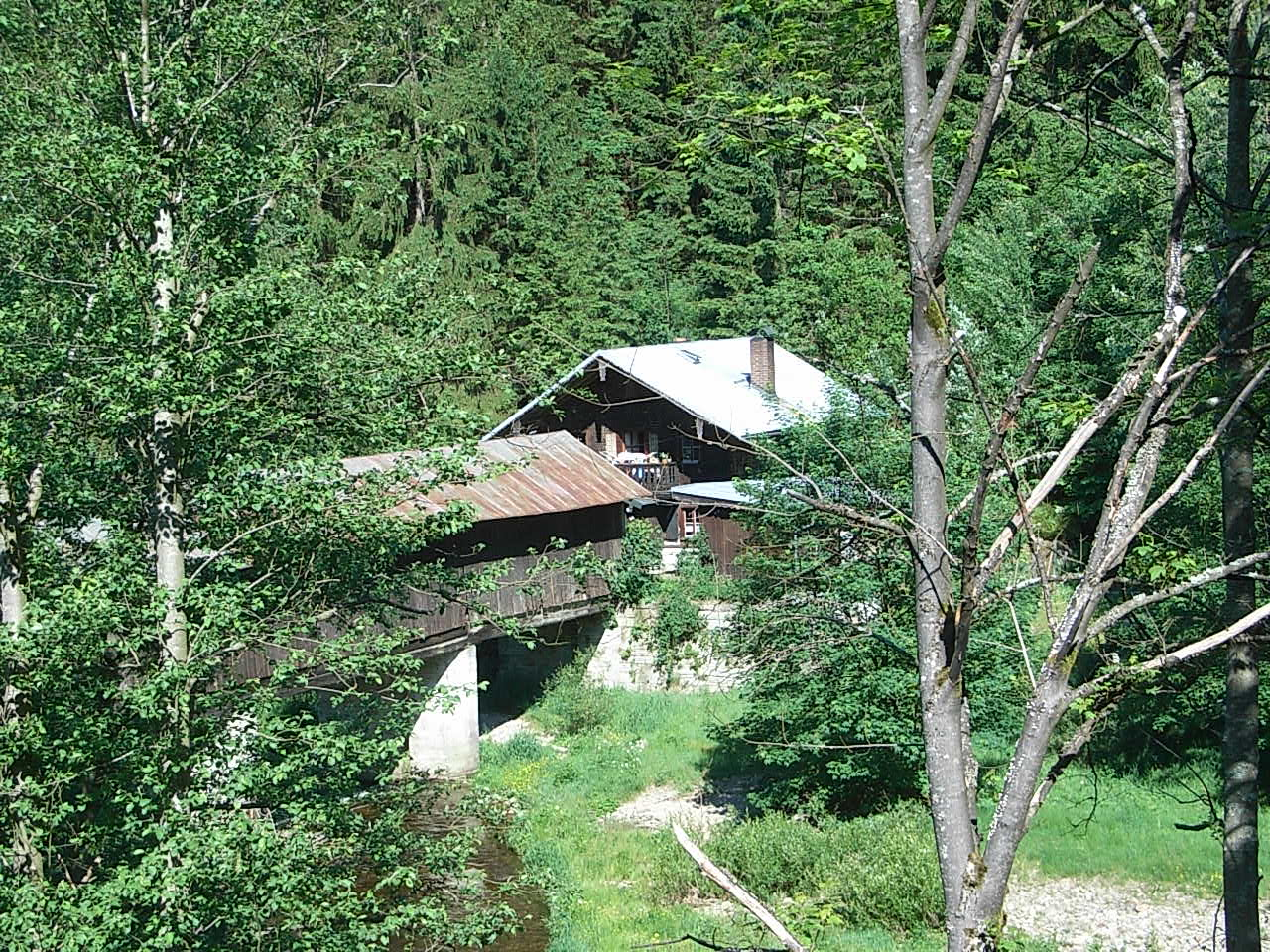
Blick von der B 11 auf den Fällenrechen

Der Fällenrechen ist eine ehemalige Triftsperre am Großen Regen an der B 11 zwischen Ludwigsthal und Theresienthal im Stadtgebiet von Zwiesel.
Hier, an der Talverengung („in den Fällen“), erbaute man diesen Treibgutrechen, um die Flößerei besser regulieren zu können. Die 1857/58 errichtete Holzkonstruktion liegt quer über dem Fluss. Das zweigeschossige Holzwohnhaus wurde mit der Straße durch einen 1885 überdachten Holzgang über den Regen verbunden.
Unter dem Gang wurden im schrägen Winkel die sogenannten „Spindeln“, dicht aneinander gereihte acht bis zehn Meter lange Bauhölzer mit 20 bis 25 Zentimetern Durchmesser, in das Wasser gesenkt. Dadurch wurde das Triftholz aufgestaut. Wenn dieser „Rechen“ dann angezogen wurde, konnte das aufgestaute Holz gesammelt passieren. 1874 verließ die Rekordmenge von 300.000 Stämmen das Bauwerk. Der Fällenrechen wurde bis in die 1950er Jahre in dieser Weise eingesetzt. Er ist seit der Nationalparkerweiterung Staatsbesitz und nur für die Bewohner des ehemaligen Schleusenwärterhäusls als Zugang zu deren Grundstück passierbar. Im Jahr 2008 wird das denkmalgeschützte Bauwerk vom Nationalpark Bayerischer Wald renoviert.